# قرية كشان

## قرية كشان
كشان (بالكردية: Keşan) هي قرية صغيرة تقع في قضاء باتيفا ضمن محافظة دهوك في إقليم كردستان العراق. تتميز بموقعها الجغرافي الجبلي القريب من الحدود العراقية التركية.

## الجغرافيا
تقع قرية كشان على إحداثيات: 37.239596°N, 43.022193°E، وتندرج ضمن منطقة جبلية تكسوها الأشجار والغابات، وتحيط بها قرى صغيرة أخرى تابعة لقضاء باتيفا.

## الأحداث
في 23 آب 2018، تعرضت قرية كشان لقصف جوي نفذته الطائرات الحربية التركية، وذلك ضمن حملات الجيش التركي على مناطق يُعتقد أنها تؤوي عناصر من حزب العمال الكردستاني في شمال العراق.

## المصدر
- وكالة فرات - ANF